# Leichtathletik-Europameisterschaften 1969/4 × 400 m der Männer

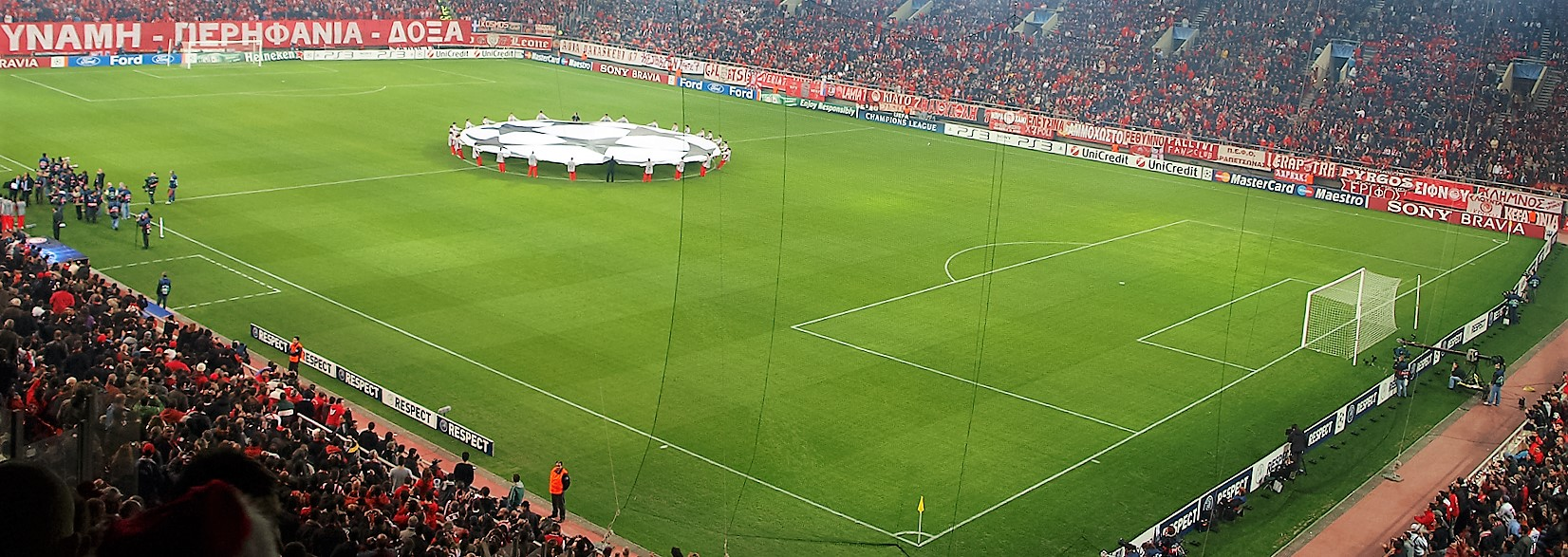
Das Karaiskakis-Stadion im Jahr 2009

Die 4-mal-400-Meter-Staffel der Männer bei den Leichtathletik-Europameisterschaften 1969 wurde am 19. und 20. September 1969 im Athener Karaiskakis-Stadion ausgetragen.
Europameister wurde das Team Frankreichs in der Besetzung Gilles Bertould, Christian Nicolau, Jacques Carette und Jean-Claude Nallet.
Den zweiten Platz belegte die sowjetische Mannschaft mit Jewgeni Borissenko, Boris Sawtschuk, Juri Sorin und Alexander Brattschikow.
Bronze ging an das Team der Bundesrepublik Deutschland mit Horst-Rüdiger Schlöske, Ingo Röper, Gerhard Hennige und Martin Jellinghaus.

## Rekorde

### Bestehende Rekorde
| Weltrekord   | 2:56,1 min | USA (Vince Matthews, Ron Freeman, Larry James, Lee Evans)                           | OS Mexiko-Stadt, Mexiko | 20. Oktober 1968  |
| Europarekord | 3:00,5 min | BR Deutschland (Helmar Müller, Manfred Kinder, Gerhard Hennige, Martin Jellinghaus) | OS Mexiko-Stadt, Mexiko | 20. Oktober 1968  |
| Europarekord | 3:00,5 min | Polen (Stanisław Grędziński, Jan Balachowski, Jan Werner, Andrzej Badeński)         | OS Mexiko-Stadt, Mexiko | 20. Oktober 1968  |
| EM-Rekord    | 3:04,5 min | Polen (Jan Werner, Edmund Borowski, Stanisław Grędziński, Andrzej Badeński)         | EM, Budapest, Ungarn    | 4. September 1966 |

### Rekordverbesserung
Der bestehende Europameisterschaftsrekord wurde durch die französische Europameisterstaffel in der Besetzung Gilles Bertould, Christian Nicolau, Jacques Carette und Jean-Claude Nallet im Finale am 20. September um 2,2 Sekunden auf 3:02,3 min verbessert. Zum Europarekord fehlten dem Quartett 1,8, zum Weltrekord 6,2 Sekunden.

## Vorrunde
19. September 1969, 20.20 Uhr
Die Vorrunde wurde in zwei Läufen durchgeführt. Die ersten vier Staffeln pro Lauf – hellblau unterlegt – qualifizierten sich für das Finale.
Der zweite Vorlauf entwickelte sich zu einer Farce. Die beiden aus Jugoslawien und der Tschechoslowakei gemeldeten Staffeln zogen zurück, sodass nur vier Teams am Start standen. Diese mussten lediglich das Ziel erreichen, um im Finale dabei zu sein. So absolvierten die Mannschaften das Rennen kraftsparend in gemächlichem Tempo mit Sicherheitswechseln. Die Siegerstaffel war um mehr als zwanzig Sekunden langsamer als die Gewinner des ersten Vorlaufs.

### Vorlauf 1
| Platz | Nation         | Besetzung                                                                       | Zeit (min) |
| ----- | -------------- | ------------------------------------------------------------------------------- | ---------- |
| 1     | BR Deutschland | Horst-Rüdiger Schlöske Gerhard Hennige Ingo Röper Martin Jellinghaus            | 3:06,0     |
| 2     | Frankreich     | Jacques Carette Christian Nicolau Gilles Bertould Jean-Claude Nallet            | 3:09,9     |
| 3     | Italien        | Furio Fusi Giacomo Puosi Claudio Trachello Sergio Bello                         | 3:09,9     |
| 4     | Belgien        | René Bervoets Tony Goovaerts Karel Brems Willy Vandenwyngaerden                 | 3:10,4     |
| 5     | Bulgarien      | Georgi Ganchew Zlatko Waltschew Christo Gergow Georgi Boschkow                  | 3:10,9     |
| 6     | Griechenland   | Haris Dimitriou Stavros Tziortzis Dionyssios Hatzidakis Konstantinos Mihailidis | 3:15,4     |

### Vorlauf 2
| Platz | Nation           | Besetzung                                                            | Zeit (min) |
| ----- | ---------------- | -------------------------------------------------------------------- | ---------- |
| 1     | Großbritannien   | Gwynne Griffith John Robertson Colin Campbell Martin Winbolt-Lewis   | 3:28,9     |
| 2     | Sowjetunion      | Jewgeni Borissenko Juri Sorin Boris Sawtschuk Alexander Brattschikow | 3:33,8     |
| 3     | Schweden         | Tore Nilsson Lars Gustafsson Michael Fredriksson Ulf Nilsson         | 3:35,1     |
| 4     | Polen            | Jan Balachowski Stanisław Grędziński Andrzej Badeński Jan Werner     | 3:43,2     |
| DNS   | Jugoslawien      |                                                                      |            |
| DNS   | Tschechoslowakei |                                                                      |            |

## Finale
20. September 1969, 20.30 Uhr
| Platz | Staffel        | Besetzung                                                            | Offizielle Zeit (min) handgestoppt | Inoffizielle Zeit (min) elektronisch |
| 1     | Frankreich     | Gilles Bertould Christian Nicolau Jacques Carette Jean-Claude Nallet | 3:02,3 CR                          | 3:02,30                              |
| 2     | Sowjetunion    | Jewgeni Borissenko Boris Sawtschuk Juri Sorin Alexander Brattschikow | 3:03,0000                          | 3:03,05                              |
| 3     | BR Deutschland | Horst-Rüdiger Schlöske Ingo Röper Gerhard Hennige Martin Jellinghaus | 3:03,1000                          | 3:03,13                              |
| 4     | Polen          | Jan Balachowski Stanisław Grędziński Andrzej Badeński Jan Werner     | 3:03,1000                          | 3:03,16                              |
| 5     | Italien        | Claudio Trachello Sergio Bello Giacomo Puosi Furio Fusi              | 3:04,1000                          | k. A.                                |
| 6     | Großbritannien | Gwynne Griffith Colin Campbell Martin Winbolt-Lewis John Robertson   | 3:04.2000                          | k. A.                                |
| 7     | Schweden       | Tore Nilsson Michael Fredriksson Lars Gustafsson Ulf Nilsson         | 3:08.9000                          | k. A.                                |
| 8     | Belgien        | René Bervoets Tony Goovaerts Karel Brems Willy Vandenwyngaerden      | 3:10,8000                          | k. A.                                |

## Video
- ATLETICA EUROPEI ATENE 1969 4X400, youtube.com, abgerufen am 22. Juli 2022